# Спаське (Корюківський район)
Спа́ське — село в Україні, у Сосницькій селищній громаді Корюківського району Чернігівської області. Розташоване на правому березі річки Десни, за 9 км від райцентру і за 30 км від залізничної станції Мена. Населення становить 559 осіб. До 2020 орган місцевого самоврядування — Спаська сільська рада.

## Історія
На околиці села городище, посад і курганний могильник часів Київської Русі. Знайдено клад золотих візантійських монет 12 ст.
Вперше згадується у грамоті московського царя Івана IV Грозного в 1552 р. як Починок Лучаїв. За поляків належало домініканам. Зі Спаського села монахам возили рибу і «не було ніяких границь між сосничанами і спаськими людьми». Згідно грамоти воно було передане Новгород-Сіверському Спасо-Преображенському монастиреві, звідки й пішла назва села. Ориґінал грамоти не зберігся, вона відома лише за дуже зіпсованим монастирським списком. Під час Речі Посполитої син О.Пісочинського, вихованець єзуїтів Ян надав їм у володіння село Спаське. В 1666 році належність Новгород-Сіверському Спасо-Преображенському монастиреві підтверджено грамотою. «Онопрей Медведь, житель спаський, отчич по деду поведал, что при деде его в Спаском жило три человека до монастиря належаче» . У 1670 р. місцевий житель заявив « з лядського ярма вибилися, а тепер монастирське на нас зложили».
.
У 1720 році була побудована дерев'яна церква Різдва Богородиці, перенесена на інше місце у 1849, на початку XX століття побудована нова.
У 1766 — 50 дворів, 520 жителів.
У 1791 — 100 дворів, 897 жителів.
У 1866 — 118 дворів, 666 жителів.
У 1897 — 205 дворів, 1.170 жителів.
Під час революції 1905—1907 років селяни Спаського спалили поміщицький маєток.
1924 р.- 231 двір і 1189 жителів. Службовець Олександр Пристюк розстріляний 1937 р. (Биківня).
За роки останньої війни загинуло на фронтах 80 % мобілізованих селян.
У 1988 — 679 жителів.
12 червня 2020 року, відповідно до розпорядження Кабінету Міністрів України № 730-р «Про визначення адміністративних центрів та затвердження територій територіальних громад Чернігівської області», увійшло до складу Сосницької селищної громади.
19 липня 2020 року, в результаті адміністративно-територіальної реформи та ліквідації Сосницького району, увійшло до складу Корюківського району Чернігівської області.

## Населення

### Мова
Розподіл населення за рідною мовою за даними перепису 2001 року:
| Мова       | Кількість | Відсоток |
| ---------- | --------- | -------- |
| українська | 549       | 98.21%   |
| російська  | 10        | 1.79%    |
| Усього     | 559       | 100%     |

## Топоніми
Кутки — Михалківка (Голопузівка), Низківка, Лапівка, Індія.
Урочища — Затон, Дідове, Вовкова плавня, Попівська, Хутір, Лунча, Ріг, Ковалівщина, Ковбаса, Стеблівщина, Насіченне, Буслове, Дідне, Марковиця, Красне, Сизонове, Плавля вовкова, Плавля довга.
Озеро — Хабинь.

## Видатні люди
- Васюта Іван Кирилович (1924—2013) — доктор історичних наук, професор, ректор Івано-Франківського педагогічного інституту імені Василя Стефаника (1980—1982)[6].
- У Спаському в 1942 р. народився Петро Миколайович Пархоменко — промисловець, заслужений працівник промисловості України, Почесний громадянин Києва.[7]
- Радченко Григорій Тимофійович  (1894 -? Подєбради)[8] — підполковник Армії УНР.
- Хандога Григорій Семенович (1932—1987) — український поет, художник, фотограф.
- Опанас Соломка (1787 Спаське-1782 Петербург)- генерал- лейтенант. Народився на хуторі Лапшин с. Спаського.